# Johan Price-Pejtersen
Johan Price-Pejtersen (Frederiksberg, 26 de maio de 1999) é um desportista dinamarquês que compete em ciclismo na modalidade de estrada. Ganhou uma medalha de ouro no Campeonato Europeu de Ciclismo em Estrada de 2019, na contrarrelógio sub-23.

## Medalheiro internacional
| Campeonato Europeu | Campeonato Europeu       | Campeonato Europeu | Campeonato Europeu    |
| Ano                | Lugar                    | Medalha            | Competição            |
| ------------------ | ------------------------ | ------------------ | --------------------- |
| 2019               | Alkmaar ( Países Baixos) | Medalha de ouro    | Contrarrelógio sub-23 |

## Palmarés
2018
- 1 etapa do Tour de Olympia[2]

2019
- 3.º no Campeonato da Dinamarca Contrarrelógio
- Campeonato Europeu Contrarrelógio sub-23